# Manonichthys jamali
Manonichthys jamali är en fiskart som beskrevs av Allen och Erdmann 2007. Manonichthys jamali ingår i släktet Manonichthys och familjen Pseudochromidae. Inga underarter finns listade i Catalogue of Life.